# Krag-Jørgensen M1894
De Krag-Jørgensen M1894, ook bekend als de Noorse Krag, is een grendelgeweer uit de Krag-Jørgensen-familie gebruikt door het Noorse leger van 1894 tot de jaren 60 van de twintigste eeuw. Het maakt gebruik van het 6,5×55mm-patroon, vaak ook 6,5 Krag, 6,5 Swedish of 6,5 Norwegian genoemd. 
Het geweer staat vooral bekend om zijn unieke laadsysteem. In tegenstelling tot de meeste latere grendelgeweren die een laadstrip gebruiken om patronen langs boven in het magazijn te duwen, heeft de Krag-Jørgensen een klep aan de rechterkant van het magazijn die geopend kan worden om patronen in het magazijn te leggen, ook wanneer er een patroon in de kamer zit. De meeste modellen van de Krag-Jørgensen beschikken ook over een blokkeerknop voor het magazijn. Verschillende geweren uit deze tijd beschikken over deze functie omwille van de krijgsfilosofie van die periode. De meeste landen hadden enkelschotgeweren en salvo-tactieken waren de standaard. Hierdoor werden verschillende wapens met deze functie gemaakt: de soldaten zouden schot per schot laden en afvuren, en het magazijn zou enkel in geval van nood en na expliciet bevel gebruikt worden om zo munitie te besparen.

## Geschiedenis
De Krag-Jørgensen vind zijn oorsprong in de jaren '80 van de 19e eeuw, als gevolg van één van de belangrijkste ontwikkelingen in de wapenbouw: het rookzwak kruit. De meeste ontwikkelde landen waren in de jaren tussen 1865 en 1880 overgeschakeld van verschillende soorten enkelschot voor- of achterlader musketten naar enkelschots- of in uitzonderlijke gevallen, repeteergeweren met metalen patronen. Deze patronen waren nog steeds geladen met het zwakkere buskruit, en om een hoge kracht te genereren moesten deze patronen groot genoeg zijn, met een grote diameter, waardoor de kogels ook veel wogen. In 1884 vond de Franse chemicus Paul Vieille het zogeheten Poudre B uit, het eerste rookzwakke kruit. In 1886 werd dit voor de eerste keer in gebruik genomen door het Franse leger, in het 8×50mmR-patroon voor het nieuwe Lebel modèle 1886-geweer. Door het veel effectievere kruit waren kogels nu veel effectiever met kleinere diameters, waardoor hun ballistische waarden veel beter waren. Soldaten konden op deze manier ook meer kogels met zich meedragen, en de ontwikkeling van repeteergeweren kwam in een stroomversnelling. 

### Denemarken
In hetzelfde jaar als de introductie van het Lebelgeweer richtte de Deense overheid een commissie op om een nieuw wapen te zoeken voor hun leger. De Noorse legerkapitein en toenmalig directeur van de Kongsberg Våpenfabrikk, Ole Krag, sloeg de handen in elkaar met collega wapenbouwer Erik Jørgensen om een wapen te ontwerpen voor het Deense leger. Een eerste prototype was een conversie van het Jarmann-repeteergeweer, dat toen in dienst was bij het Noorse leger zodat er meer kogels in het magazijn pasten. De geweren bleken echter te zwaar voor het Deense leger en de commissie raadde Krag en Jørgensen ook aan dat hun wapen misschien beter zou werken met een ander soort grendelmechanisme en met deze kritiek gingen ze verder aan de slag met hun ontwerp. Uiteindelijk werd hun nieuwe magazijnconcept zo aangepast dat er maar half zoveel kogels in pasten, 5 in plaats van 10, en de rest van het geweer werd ook volledig opnieuw ontworpen met invloeden van onder andere het Jarmann-geweer, ontwerpen van Mauser en eerdere ontwerpen van Krag. Uiteindelijk won in 1889 het ontwerp van Krag en Jørgensen, en werd het geweer in productie genomen voor dienst in het Deense leger als de M.1889. Deze geweren gebruikten het 8×58 mmR-patroon.

### Verenigde Staten
Ook de Verenigde Staten zochten een nieuw wapen om hun enkelschotgeweren, de Springfield Model 1888 Trapdoor, te vervangen. Krag en Jørgensen legden hun ontwerp ook hier voor, en na het selecteren van een nieuw soort munitie, de .30-40 Krag, werd in 1892 ook in de Verenigde Staten een variant van de Krag-Jørgensen in dienst genomen. Het unieke ontwerp van het magazijn was de doorslaggevende factor voor het Amerikaanse leger. Ze zagen het magazijn met laadklep als superieur tegenover de geweren met laadstrips aangezien de Krag-Jørgensen geladen kon worden terwijl er een patroon in de kamer zat, waardoor het wapen dus nooit in ongeladen toestand gedragen hoefde te worden tijdens een gevecht, wat onmogelijk is bij wapens die laden met een strip. De wapens werden in de V.S. geproduceerd door Springfield Armory, onder de naam Springfield Model 1892. De Krag-Jørgensen zou echter niet lang in dienst blijven. Tijdens de Spaans-Amerikaanse Oorlog bleek dat het magazijn toch zijn nadelen had, en dat het .30-40 Krag patroon niet zo krachtig was als de Spaanse 7×57mm-Mauserpatronen. Het Amerikaanse leger probeerde eerst de .30-40 Krag kogels te laden met meer en krachtiger kruit, maar al snel bleek dat het wapen niet sterk genoeg was om de druk van deze patronen te ondergaan en de geweren gingen kapot tijdens de tests. In 1906 werd de Krag-Jørgensen vervangen door de Springfield M1903, gekalibreerd in .30-03 Springfield.

### Noorwegen
Noorwegen richtte in 1891 een commissie op, in samenwerking met Zweden. Deze was bedoeld om een nieuw standaardgeweer voor hun legers te ontwerpen. In eerste instantie gingen ze op zoek naar een geschikt patroon dat het geweer zou afvuren. Verschillende kalibers werden getest en de diameter 6,5 mm werd gekozen. In december 1893 werden er door de commissie maten vastgelegd waaraan de kogel en de huls moesten voldoen, en zo werd het 6,5×55mm-patroon ontwikkeld.
Sommige bronnen suggereren dat er echter een minuscuul verschil bestond tussen de Noorse en Zweedse 6,5×55mm-patronen, de Noorse zouden iets dikker zijn.  Al snel gingen complotten de ronde dat de Noorse overheid dit bewust gedaan had, zodat in geval er een oorlog zou uitbreken tussen de twee landen, dat Noorwegen wel de Zweedse munitie in haar geweren kon gebruiken, maar niet omgekeerd. Beide landen ontkrachtten deze theorie door verschillende tests te doen, en al waren de kogels inderdaad niet allemaal perfect hetzelfde, konden alle Noorse kogels ook in Zweedse geweren geladen worden. Volgens sommige historici zou er inderdaad per ongeluk een kleine fout zijn gemaakt bij het optekenen van de maten bij een van de twee landen.
Nu er een patroon was, kon men beginnen met een wapen te ontwerpen. Na verschillende tests werden er drie modellen uitgekozen: het Krag-Jørgensen Model 1892 prototype, een prototype geweer van Mauser en een variant van de Mannlicher Model 1893. Vijftig exemplaren van de Krag-Jørgensen Model 1892 werden geproduceerd en in gebruik genomen door het leger voor selecties. Uiteindelijk presteerden alle drie de geweren goed, en werd de Krag-Jørgensen hoofdzakelijk gekozen omdat het een inheems ontwerp was. Opmerkelijk genoeg heeft de Noorse Krag geen magazijn-blokkage functie. Op 21 april 1894 ging de Krag-Jørgensen officieel in dienst als de Model 1894. Om snel genoeg wapens te kunnen produceren, werd buiten Kongsberg in Noorwegen ook Steyr in Oostenrijk belast met de productie van de geweren. Opvallend is dat de sluipschuttersgeweren niet standaard over een telescoopvizier beschikken, maar over een dioptervizier. Dit komt doordat in die tijd het sportschieten en de jacht zeer populair was in Noorwegen. Verschillende modellen Krag-Jørgensen werden ook geproduceerd voor civiel gebruik in door de staat georganiseerde schietwedstrijden, zodat mannen die eventueel voor legerdienst opgeroepen zouden kunnen worden reeds gewend waren aan de geweren en aan het scherpschieten. Gelijkaardige situaties waren die tijd ook te zien in Finland, voor de Eerste Wereldoorlog in België en tot vandaag in de Verenigde Staten en Zwitserland. Er bestonden wel varianten met telescoopvizieren.

## Conflicten

### Tweede Boerenoorlog (1899-1902)
Tijdens de Tweede Boerenoorlog zouden er een 300-tal Krag-Jørgensen Model 1984 geweren gebruikt zijn door de Boeren van Transvaal. De geweren waren geproduceerd door Steyr in 1896 en 1897, maar hebben geen Noorse markeringen. Sommige van de geweren hebben ook enkele door Kongsberg geproduceerde onderdelen. De meeste van de geweren hebben serienummers lager dan 900.

### Tweede Wereldoorlog (1940-1945)
Tijdens de Tweede Wereldoorlog werden de verschillende Krag-Jørgensen Model 1894 varianten gebruikt door het Noorse leger tijdens de Duitse invasie van april tot juni 1940.
Nadat op 10 juni 1940 Duitsland Noorwegen volledig bezet had, werd in de Kongsberg fabriek de productie van Krag-Jørgensen geweren voortgezet, voor gebruik bij het Armee Norwegen, de Hird (de gewapende tak van de Nasjonal Samling) en reservetroepen van de Wehrmacht. De bedoeling was om ook de massaproductie van de Kongsberg Colt verder te zetten, maar door het (vaak om verzetsredenen bewuste) trage werk van de werklieden in de fabriek werd de productie gefocust op de Krag-Jørgensens. De Duitsers produceerden er hun eigen variant van de Krag-Jørgensen die qua uitzicht meer geleek op de Duitse Mauser Karabiner 98k, om gebruik zo makkelijk mogelijk te maken voor soldaten. Deze varianten, in Noorwegen Stomperud-Krag genoemd, hadden een loop die met 15 cm ingekort was ten opzichte van de originele Model 1894 geweren.

### Koude Oorlog (1945-1991)
Na de Tweede Wereldoorlog werd er kort nagedacht over het moderniseren van de Krag-Jørgensen voor militair gebruik. Enkele prototypen werden omgebouwd naar .30-06 Springfield en het nieuwe 7,62×51mm NAVO-patroon, maar de kosten voor de conversie waren praktisch even hoog als die voor de productie van volledig nieuwe wapens, dus het is bij deze prototypen gebleven. Met de overgebleven onderdelen van de Duitse bezetting zijn na WO2 nog 1600 Stomperud-Krags geassembleerd, samen met een onbekend aantal Krags in hun Noorse configuratie. Deze werden allemaal op de civiele markt gebracht als sport- en jachtwapens. In de tussentijd gebruikte het Noorse leger diverse wapens die gedoneerd waren door de Geallieerden. In 1964 werd de Krag-Jørgensen volledig vervangen door de West-Duitse Heckler & Koch G3.

## Varianten

### Geweren
- Model 1892: De originele 50 prototypen die gebruikt werden in de tests van het Noorse leger.
- Model 1894: Standaardconfiguratie geweer. Het geweer heeft, in tegenstelling tot veel andere ontwerpen uit die tijd, een semi-pistoolgreep in de kolf. Gemarkeerd als M/1894.

### Karabijnen
- Model 1895: 25 cm korter dan het Model 1894-geweer, en met een ingekorte kolf; hierdoor heeft het ook geen montage voor een bajonet.
- Model 1897: Hetzelfde als het Model 1895 karabijn, maar de montage voor een geweerriem is meer achteraan op de kolf gemonteerd.
- Model 1904: Hetzelfde als het Model 1897 karabijn, maar met een volledig doorlopend voorhout (zoals bij de Model 1894).
- Model 1907: Hetzelfde als het Model 1904 karabijn, maar de montages voor de geweerriem zijn ingebouwd op de metalen ring die het voorhout samenhoudt en op de metalen beschermplaat van de kolf.
- Model 1912: Dit karabijn lijkt het minst op de andere karabijnen, het heeft een kolf van het type Stutzen en is het enige karabijn met een montage voor een bajonet.

### Sluipschuttersgeweren
- Model 1923: Hetzelfde als het Model 1894-geweer, maar met een kolf van het Stutzen-type en een micrometer-dioptervizier. Gemarkeerd als M/1894.
- Model 1925: Hetzelfde als het Model 1894-geweer, maar met een geruit grippatroon in de kolf gekerfd en een micrometer-dioptervizier. Gemarkeerd als M/25.
- Model 1930: Hetzelfde als het Model 1894-geweer, maar met een ingekorte kolf. Hierdoor heeft het ook geen montage voor een bajonet. Ook uitgerust met een micrometer-dioptervizier. Gemarkeerd als M/1894/30.[3]

### Andere
- Stomperud-Krag: De Stomperud-Krag is de onofficiële naam van een Krag-Jørgensen-variant gemaakt door Kongsberg onder de Duitse bezetting (1940-1945). Het geweer is mechanisch identiek aan het Model 1894 maar heeft een kolf die qua vorm zeer sterk lijkt op die van de Karabiner 98 Kurz. De lengte en vorm van de korrel zijn ook aangepast om meer aan te leunen bij die van de K98k. Dit model gebruikt wel nog steeds dezelfde bajonet als de originele Noorse geweren. Stomperud-Krags zijn gemarkeerd met Duitse Waffenamt keurstempels. De naam is afkomstig van een populair Noors stripfiguurtje uit die tijd.
- Sport- en jachtversies: Verschillende sport- en jachtvarianten van de Krag-Jørgensen bestaan. Vaak zijn dit aangepaste militaire geweren, of geweren die speciaal geselecteerd zijn uit de productie om als sportgeweer te dienen. De Krag-Jørgensen was (samen met enkele Mauser-varianten) het standaardwapen van de Frivillige Skyttervesen, de officiële sportschuttersvereniging van Noorwegen, tot het in 1987 vervangen werd door de Sig Sauer STR 200. Een zeer beperkt aantal Krag-Jørgensens zijn ook omgebouwd tot harpoengeweren voor de visserij.
- Naoorlogse productie: Enkele militaire prototypen bestaan in de kalibers .30-06 Springfield en 7,62×51 mm NATO, maar deze zijn nooit in productie genomen. De naoorlogse productie focuste zich op jagers en sportschutters. De laatste Krag-Jørgensen-variant is de M/1951 Elgrifle, een jachtgeweer waarvan 1000 stuks geproduceerd zijn in 1951.
- Verschillende prototypen: Tijdens de tijd dat de Krag-Jørgensen in dienst was bij het Noorse leger zijn er verschillende pogingen ondernomen om verbeteringen aan te brengen, maar deze zijn nooit in productie gegaan. Het gaat onder meer om een variant die geladen werd met een kogelriem van een Hotchkiss machinegeweer in plaats van het intern magazijn, een variant die geladen kon worden met Madsen-magazijnen, en twee pogingen om de Krag-Jørgensen om te bouwen naar een semiautomatische configuratie. Van alle voorgenoemde prototypen is er telkens maar 1 prototype van bekend, behalve van het geweer met Madsen-magazijnen, waarvan er 8 zijn gemaakt.[1]

## Specificaties
| Model          | Lengte (totaal) | Lengte (loop) | Gewicht | Type kolf | Type vizier | Montage voor bajonet |
| -------------- | --------------- | ------------- | ------- | --------- | ----------- | -------------------- |
| Model 1894     | 1267,5 mm       | 759,5 mm      | 4,25 kg | Standaard | Keep/korrel | Ja                   |
| Model 1895     | 1016 mm         | 520,7 mm      | 3,40 kg | Ingekort  | Keep/korrel | Neen                 |
| Model 1897     | 1016 mm         | 520,7 mm      | 3,40 kg | Ingekort  | Keep/korrel | Neen                 |
| Model 1904     | 1016 mm         | 520,7 mm      | 3,81 kg | Standaard | Keep/korrel | Neen                 |
| Model 1907     | 1016 mm         | 520,7 mm      | 3,81 kg | Standaard | Keep/korrel | Neen                 |
| Model 1912     | 1107,5 mm       | 610,6 mm      | 3,99 kg | Stutzen   | Keep/korrel | Ja                   |
| Model 1923     | 1117,5 mm       | 610,6 mm      | 4,08 kg | Stutzen   | Diopter     | Ja                   |
| Model 1925     | 1262,5 mm       | 762 mm        | 4,49 kg | Standaard | Diopter     | Ja                   |
| Model 1930     | 1219 mm         | 749,3 mm      | 5,20 kg | Ingekort  | Diopter     | Neen                 |
| Stomperud-Krag | 1117,5 mm       | 609,5 mm      | ?       | K98k      | Keep/korrel | Ja                   |